# Huracan
Huracan — вимерлий рід періоду неогену. Скам'янілості були знайдені в Північній Америці та Східній Азії. На відміну від свого сучасного родича великої панди (Ailuropoda melanoleuca), який є фахівцем з бамбука, Huracan був гіперхижим родом ведмедів, який мав пристосування до бігу.

## Історія
Зразки Huracan спочатку були класифіковані як види спорідненого роду Agriotherium. Хант (1998) зазначив відмінності в структурі карнасіалів між Agriotherium schneideri та видами Старого Світу цього роду, але багато подібності між A. schneideri та родом Indarctos. Це було додатково підтверджено в публікації A. hendeyi 2019 року, яка змусила авторів дослідження провести всебічний аналіз зразків Agriotheriini для оцінки їхньої таксономії.